# Palazzo del Governo (Sondrio)
Palazzo del Governo, detto altrimenti Palazzo Muzio dal nome del suo architetto, è un palazzo degli anni '30 di Sondrio costruito come sede per gli uffici della provincia e di altri organi pubblici su progetto di Giovanni Muzio.

## Storia
La sua costruzione venne resa necessaria da un'alluvione che colpì la città e danneggiò gravemente gli uffici provinciali, al tempo in una sede opera dell'ingegnere provinciale Giovanni Battista Bosatta: presto venne presa la decisione di costruire una nuova sede non solo per la provincia ma anche per questura e prefettura. Nel 1930 viene indetto un concorso nazionale sul nuovo progetto, vinto da Giovanni Muzio, che si era ispirato alla tradizione della costruzione valtellinese esplorando l'area prima di presentarlo.

## Architettura
L'edificio è a pianta trapezodiale e su tre piani, presenta due facciate, una su via Vittorio Veneto e l'altra su via XXV Aprile. Ha due torri, una detta della Provincia e l'altra della Prefettura, in corrispondenza delle quali si trovano gli ingressi.
L'aula consiliare, absidata e affrescata, è opera di Gianfilippo Usellini, collaboratore di Muzio dai tempi della Triennale di Milano. In essa si trovano sei enucasti che rappresentano attività tradizionali della Valtellina, mentre negli uffici di presidente della Provincia, Prefetto e Questore vi sono delle tradizionali stue valtellinesi.